# الزراعة في روما

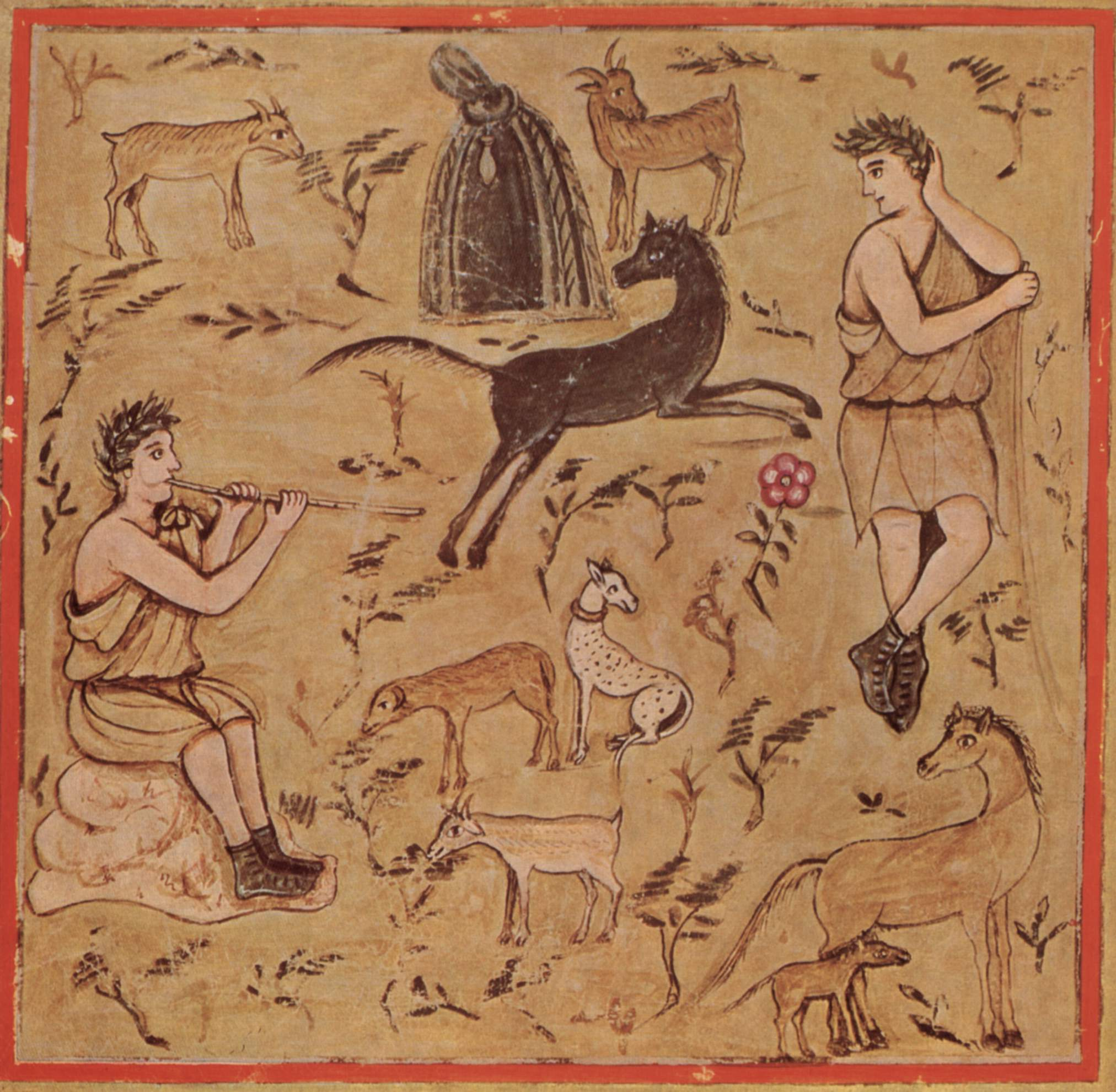

## مقدمة عن الشعب الروماني
الرومان هم شعب استقر في وسط شبه الجزيرة الإيطالية ابتداء من القرن الثاني عشر قبل الميلاد، وأسسوا مدينة روما القديمة؛ ثم عملوا على تنظيم وتطوير المؤسسات السياسية والعسكرية والاجتماعية لشعبهم؛ ثم توسعوا تدريجيًا وأسسوا دولة سيطرت في بادئ الأمر على شبه الجزيرة الإيطالية، ثم اتسعت وسيطرت على معظم العالم القديم، وأصبحت حدودها شاسعة.
امتدت من الجزر البريطانية وشواطئ أوروبا الأطلسية غربًا، إلى «تخوم» بلاد ما بين النهرين، وساحل بحر قزوين شرقًا ومن وسط أوروبا حتى شمال جبال الألب، وإلى الصحراء الإفريقية الكبرى والبحر الأحمر جنوبًا، وبذلك كانت مثالًا على مفهوم الدولة الجامعة (بالإنجليزية: Universal State) ذات الطابع الاستعماري، واستمرت حتى القرن الخامس للميلاد الذي فيه تمكنت القبائل الجرمانية من السيطرة على مقاطعات الدولة الرومانية عام 476م.

## التشريع الزراعي
كانت حماية حقوق الشعب نقطة انطلاق هذا التشريع القانوني الذي أقره الشعب بناءً على اقتراح «طيباريوس غراكوس».
استندت كافة القوانين أو المشاريع إلى المبدأ القانوني الذي يتيح للدولة أن تملك جميع الأملاك العامة، التي لم تنقل ملكيتها إلى شخص آخر وفقًا للأنظمة المراعية التي كان باستطاعتها استعادة الأراضي المحتلة والتصرف بها كما يطيب لها، ولم يعرف القانون الروماني شأنًا في القانون اليوناني حول الاستملاك للدولة الذي تلجأ إليه الإصلاحات الزراعية الحالية.
وقد اكتفى قانون سنة 133 بتعيين حد أعلى يعادل 125 هكتار لرب العائلة يضاف إليها 62.5 هكتار لكل ولد، ومقابل ذلك يصبح هؤلاء مالكين شرعيين للأراضي الباقية وتُقسم الأراضي المستعادة وتُوزع على المواطنين، لكل منهم نصاب بمساحة 7.5 هكتارات لكل منهم لا يمكن بيعها، وتخضع لفريضة سنوية تسمح بمراقبة مصيرها فتتكون مرة أخرى طبقة صغار مستثمرين، التي اُعتَبَرَت ضرورية لعافية المجتمع والدولة.
وبفضل سلسلة طويلة من القوانين الزراعية، لم يقتصر على حصص ال 7.5 هكتارات بل توصلوا إلى 50 هكتار وألغوا الضريبة المفروضة عليها، مما سهل نقلها للغير، وقد شرعوا في تطبيق هذه التدابير ليس في إيطاليا فحسب بل في الأقاليم الأخرى أيضًا، حيثُ شملت الأملاك العامة كثيرًا من الأراضي الخصبة.
في نفس الوقت أراد المصلحون الأولون تخفيض عدد المواطنين الفقراء بالاستفادة منهم، فسمح «ماريوس» للكادحين بالانخراط في الجوقات وحَرص جميع القادة الظافرين على ايثاق تعلق جنودهم بهم بتأمين المكافأة لهم، فلجأ المصلحون إلى القوانين الزراعية كي يوزعوا على الجنود أنصبتهم من الأملاك بعد تسريح الجيش، بالإضافة للغنيمة الفردية مما أحدث إقبالا على التطوع عند اندلاع الحرب مما جعل الريفيين البؤساء يرضون بالمخاطرة بحياتهم بضع سنوات رغبة منهم في تأمين الحصول على قطعة أرض بعد نهاية الحرب.

## قانون الإصلاح الزراعي
لم تبدأ عملية الإصلاح الزراعي في عام 133 ق. م على يد السناتو كما كان الواجب يحتم عليه، بل على يد شاب متحمس في الثلاثين من عمره ينتمي إلى أسرة شهيرة في التاريخ الروماني، اسمه «ثيبريوس جراكوس».
تقدم تيبريوس بمشروعه إلى الجمعية القبلية وتمكن من أن يستصدر به قانوناً سمي قانون الملكيات الصغيرة أو قانون الإصلاح الزراعي، وينص على ألا يمتلك أحد أكثر من 500 فدان روماني من الأراضي العامة (باللاتينية: Ager Publicus) يضاف إليها نصفها إذا كان لديه ولد واحد، ومثلها إذا كان لديه أكثر من ولد.
كانت الأراضي العامة أراضٍ تمتلكها الدولة، ولكن بعض النبلاء من طبقة السناتو وغيرهم من ذوي الجاه تمكنوا من وضع أيديهم عليها وحيازتها نظير إيجار لم يدفعوه بانتظام أو توقفوا عن دفعه، وقد نص قانون الأراضي على مصادرة ما يزيد عن الحد الأقصى للملكية من الأراضي العامة، وتقسيمه مع سائر ما تملكه الدولة من أراضي في إيطاليا إلى أنصبة صغيرة وتوزيعها على المعدمين من الرومان والإيطاليين نظير إيجار رمزي على أن تحتفظ الدولة بملكيتها وتحرم بيعها، والملاحظ أن المشروع لم يتناول الأراضي الخاصة بل اقتصر على الأراضي العامة، وهذا دليل على أن المشروع لم يكن ثورياً بل كان معتدلاً.
وقد وافقت الجمعية القبلية على هذا المشروع الذي قصد منه النهوض بالزراعة وتعمير الريف بالفلاحين الأصحاء.
لقد أحرز المشروع نجاحاً في حل مشكلتي إفقار الريف وتدهور الزراعة، غير أن هذا النجاح كان جزئياً ومؤقتاً لأن المشروع لم يكن هو العلاج الجذري الشامل لمشكلة الأراضي أو مشكلة دهماء العاصمة الذين لم يطرأ على حالتهم أي تحسن مستديم.
ولا جدال في أن مشروع الإصلاح الزراعي كان له ما يزكيه من وجهة النظر القانونية، غير أن المشكلة كان لها جانب آخر حيث أن الحائزين (بالإنجليزية: Possessors) الذي قضى المشروع بنزع ملكيتهم لم يكونوا هم عين الأفراد الذين استحوذوا عليها عن طريق وضع اليد.

## نتائج القوانين الزراعية
يجب ألا نقلل من أهمية النتائج التي أسفرت عنها الصراعات الحامية طيلة قرن تقريباً ضد استئثار الطبقات الحاكمة بالأراضي.
لقد بقى عدد الأملاك الواسعة مرتفعا، لا سيما في إيطاليا الجنوبية وقد سمح ببقائها النصيب المتروك لشاغلي الأملاك العامة، ولكن الملكية الصغيرة عادت للوجود والف الملاكون الجدد برجوازية بدت وكأنها مستقرة، هل عملوا بسواعدهم؟ لا يمكننا الجزم بذلك؛ لكنهم أقاموا في أملاكهم وراقبوا استثمارها مراقبة دقيقة وتوفر لهم المال أكثر من ذي قبل وليس ازدهار الكرمة والزيتون في أواخر العهد الجمهوري سوى ثمرة أتعابهم في أغلب الأحيان.

## مشكلة ملكية الأراضي الزراعية
كان للملكية الزراعية أهمية كبيرة في الوضع الاجتماعي والسياسي في روما، وقد تضاءلت نسبة ملاك الأراضي الزراعية في تلك الفترة نتيجة لدمار الحروب ونضوب الريف من الفلاحين وتحول الاقطاعيين إلى زراعة الكروم بدلا من القمح، وبسبب منافسة قمح صقلية وأفريقيا للقمح الروماني مما أدى إلى ارتفاع سعره فضلا عن انتشار البطالة بسبب اعتمادهم على العبيد مما كان له نتيجة على هجر الريف والتدفق على العاصمة.

## الآثار الاقتصادية للحرب البونيقية في إيطاليا

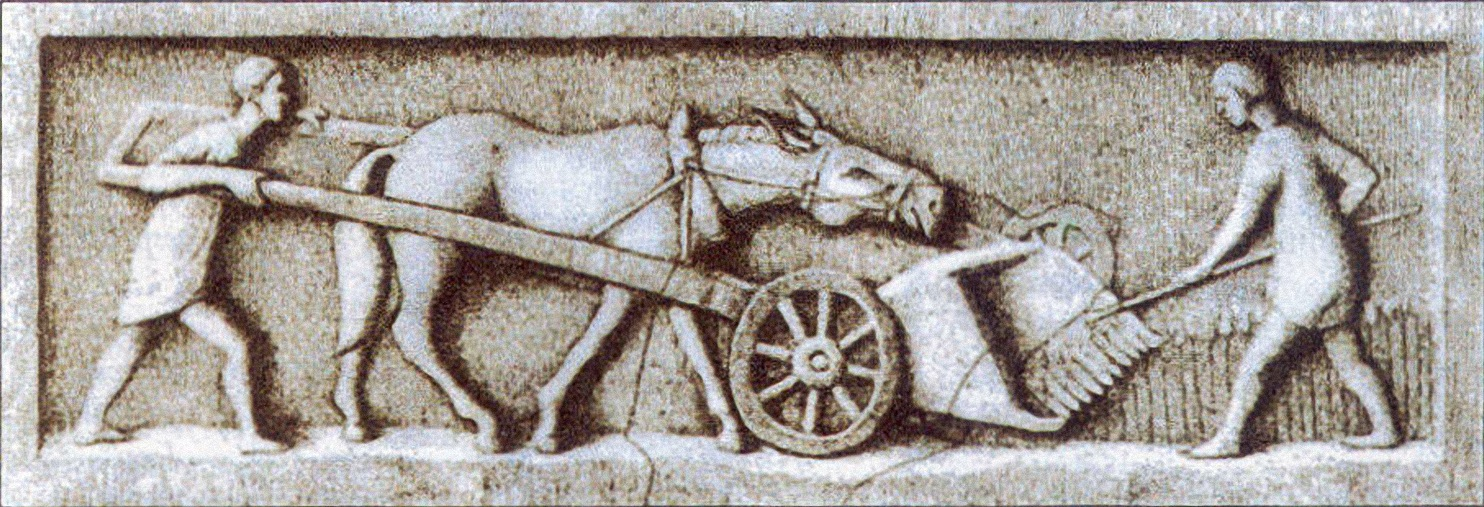
نقش حجري لعملية الحصاد في الإمبراطورية الرومانية – مشهد من الزراعة قبل تأثير الحروب البونية على الاقتصاد الريفي

لقد دفع الرومان ثمنا باهظا للنصر الذي حققوه، فقد عانى الاقتصاد الروماني الكثير من ويلات الحرب بسبب تدمير هانيبال للحقول والقرى وبسبب قتله لقطعان الماشية والأغنام، ولم يعد الريف الروماني غنيا وهادئا كما كان، بل انتشر الفقر وهجرت القرى وترك الفلاحون الإيطاليون مزارعهم للعمل في الجيش الروماني، مما كان له عظيم الأثر في تدهور الزراعة، وتحولت الحقول الخضراء إلى أرض بور بالإضافة لهجر الجنود الرومان العائدون من الحرب الزراعة بعد أن تعودوا على حياة المغامرات وجنى الغنائم لذلك هجروا الزراعة.
استغل بعض الأغنياء الجدد الظروف فوضعوا أيديهم على الأراضي المهجورة التي كانت تؤجر للفلاحين محدودي الدخل وكونوا قطاعات شاسعة.

## دور جايوس جراكوس في الإصلاح الزراعي
لقد اهتم جايوس جراكوس بالريف من أجل كسب تأييد الفلاحين، فقد نجح في إعادة سلطة الإمبريوم القضائي للفصل في المنازعات إلى اللجنة الثلاثية للإصلاح الزراعي، بالإضافة إلى أنه وضع برنامج لبناء شبكة من الطرق الفرعية تربط بين العاصمة روما وبين الريف والقرى والأسواق لتشجيع التجارة وتسهيل مشاركة الفلاحين في الاجتماعات السياسية، هذه المشروعات قضت على أزمة البطالة وخفضت من تكاليف إنتاج المحاصيل الزراعية
نجح جايوس في استصدار قرار من الجمعية القبلية يعرف بقانون القمح (باللاتينية: lex frumentaria) وهو أعظم ما خلده جايوس من قوانين، وهذا القانون فرض على الدولة أن تستورد كمية كبيرة من القمح من مناطق إنتاجه سواء داخل إيطاليا أو خارجها، وعرض هذه الكميات للبيع بحيث يخصص لفقراء العاصمة حصة شهرية منه مقابل ثمن معقول، وذلك من أجل حماية الفقير من ارتفاع الأسعار ومن خطر المجاعات، وقد كان الاقطاعيين من أعضاء السناتو يتحكمون في أسعار القمح داخليا ويرغموا الناس على انتخابهم مقابل تخفيض سعر القمح وقد كسب جايوس» شعبية كبيرة بسبب هذا المشروع، لأنه كان أول روماني نادى بحق المواطنين المعدمين في التمتع بخيرات الولايات الأجنبية التابعة لروما. وهناك عدد من المؤرخين ينقدون بشدة مشروع القمح لأنه تسبب في خلق طبقة عاملة متسكعة أصبحت تعيش على هذا المصدر ولا تسعى للعمل مما زاد من عدد الغوغاء في المدينة.
وبدأت روما منذ صدور ذلك القرار في الإشراف على عمليات القمح والنقل والشحن والتخزين والتوزيع مما أعطى الدولة لأول مرة فرصة في وضع قطاع من العمل بين يديها وإدارتها بنفسها دون اللجوء للوسطاء الاستغلاليين.

## الإمبراطورية الرومانية والقمح المصري
لما توسعت روما وضمت إليها مناطق غنية بالقمح مثل صقلية وشمال أفريقيا تدفق القمح الجيد الرخيص على البلاد ونافس القمح الروماني في الأسواق مما أدى إلى ان الفلاحين الرومان توقفوا عن زراعة القمح لان قمح الولايات كان أرخص من القمح الذي كانوا يزرعونه ومن ثم لجأوا لزراعة محاصيل أخرى مثل الكروم ثم لجأوا لتربية الماشية والأغنام وصناعة زيت الزيتون والنبيذ وبسبب خبرة العبيد الآسيويين الذين كانوا خبراء في زراعة الكروم أصبح النبيذ الروماني يصدر إلى دويلات البحر المتوسط بدلا أن كانت هذه الدويلات تصدر نبيذها إلى روما وفي نفس الوقت زاد الاستهلاك المحلى لهذا النبيذ.
إذا اطلعنا على ما كتب عن تاريخ حوض البحر المتوسط في عصر الرومان وجدنا معظمه يركز على التاريخ السياسي والعسكري، وأغلبه وصف للصفقات السياسية والصراعات بين القادة الرومان وممالك شرق المتوسط من مقدونيين وسلوقيين وبطالمة، ووصف للعمليات العسكرية الدائرة فيه وانتصارات الرومان المستمرة وحروبهم الأهلية وتغير نظمهم السياسية. والخلاصة أن هذه الكتابات ترسم صورة للرومان باعتبارهم اللاعب الأساسي، ثم الوحيد بعد ذلك، في حوض البحر المتوسط منذ القرن الثاني قبل الميلاد. لكن أهم ورقة كان يلعب بها هذا اللاعب الروماني كانت هي القمح المصري.
كانت مصر «مخزن غلال الإمبراطورية»، وقد ظهر أول احتياج للقمح المصري من قبل الرومان قبيل نهاية حروب هانيبال (200-194 ق.م). أدت هذه الحروب التي غزا فيها القائد القرطاجي هانيبال شبه جزيرة إيطاليا إلى تخريب مساحات كبيرة من الأراضي الزراعية، لا في إيطاليا وحسب بل في كل المناطق التي دارت فيها الحرب: إسبانيا وصقلية وشمال أفريقيا (لويس 26).
لكن الطلب على القمح المصري لم يتضخم إلا بعد أن دخل الرومان في حروب عديدة مع القوى الأخرى في حوض البحر المتوسط خلال القرن الثاني قبل الميلاد. فقد انشغل الرومان في حروب مع مقدونيا (171-168/149-146 ق.م) وقرطاجة (149-146 ق.م) وحرب يوجورثا في شمال أفريقيا (111-105 ق.م) وحروب العبيد (198/196/185/135-132 ق.م). ومع اتساع رقعة العمليات العسكرية تدمرت الكثير من الأراضي الزراعية في مختلف أنحاء حوض البحر المتوسط. وبعد هذه الحروب لم يبق إقليم لم تتعرض زراعته للتخريب إلا مصر، إذ حافظت طوال هذه السنين على إنتاجية عالية وثابتة.
كما كانت نتيجة كثرة الحروب وطول أمدها أن ازداد حجم الجيوش وازداد تجنيد الفلاحين الرومان، ولم يستطع هؤلاء الفلاحون العودة إلى أراضيهم مع زيادة الحاجة إلى جيوش قائمة وجاهزة باستمرار. فبدأ الرومان في استيراد القمح المصري بصورة منتظمة من أواخر القرن الثاني ق.م، وكانوا يأخذونه بأسعار زهيدة من البطالمة إذ كانت روما في ذلك الوقت الحامية الرسمية للأسرة البطلمية والضامنة لاستمرارها في الحكم.
وبالإضافة إلى ذلك أدت حروب هانيبال والحروب التي تلتها إلى أن وضعت الدولة الرومانية يدها على الكثير من الأراضي في جنوب إيطاليا كانت ملكا للمجتمعات التي تحالفت مع هانيبال، وكانت هذه الأراضي ملكا عاما للشعب الروماني (باللاتينية: Ager Publicus Populi Romani). إلا أنها كانت في حاجة إلى استصلاح، ولم يكن أحد قادرا على استصلاحها إلا الطبقة الأرستقراطية التي تملك الإمكانات اللازمة، وبالتالي وضعت هذه الطبقة يدها على الأرض بصفتها مستأجرة أولا، وبمرور الزمن اعتبرتها ملكا لها. وهذا ما أدى إلى وقوع صدام بين الأرستقراطية والعامة.
وتتمثل أهمية القمح المصري بالنسبة للسياسة الداخلية الرومانية في هذه الفترة وما صاحبها من تغيرات في البناء السياسي للدولة في أن الرومان كي يحلوا مشكلة العامة ويخففوا من حدة صراعها مع الأرستقراطية اتبعوا سياسة توزيع كميات كبيرة من القمح بسعر زهيد وبصورة منتظمة. ومع ازدياد أعداد طبقة العامة لم تكف مصادر القمح القائمة في توفير الكميات المطلوبة، ومن ثم اتجهت أنظار الرومان نحو مصر. لقد كان الرومان ينفقون على ديمقراطيتهم بالقمح المصري.
اعتمدت أراضي كثيرة في جنوب إيطاليا وصقلية وإسبانيا على عمالة العبيد؛ وزراعات القمح المعتمدة على العبيد لا يمكن أن تكون منتظمة وعالية، إذ كان العبيد في ثورات دائمة كما أن الاحتفاظ بهم ومنعهم من الهروب يتطلب قوة عسكرية كبيرة. وبعد أن استتب الأمن الروماني في حوض البحر المتوسط في العقود الأخيرة قبل الميلاد لم يعد هناك مصدر للعبيد الذين كان أغلبهم أسرى حروب (Kautsky)، ونقصت أعدادهم كثيرا مما أدى إلى ضعف إنتاجية القمح في النصف الغربي من الإمبراطورية، وبالتالي زاد احتياج الرومان للقمح المصري، إذ لم تكن الزراعة المصرية معتمدة على العبيد بل على الفلاحين.

## انهيار الزراعة في الإمبراطورية الرومانية
لقد عجلت الفوضى السياسية تدهور الإمبراطورية الاقتصادي كما عجل التدهور الاقتصادي انحلال البلاد السياسي، وكان السبب وراء الضعف الاقتصادي هو أن ساسة الرومان لم يقيموا قط في إيطاليا حياة اقتصادية سليمة ولعل شبه الجزيرة الضيقة لم تكن في يوم من الأيام أساسا قويا تبنى عليه امال الدولة الإيطالية العالية.
وكان يقلل من إنتاج الحبوب منافسة الحبوب الرخيصة الواردة من صقلية وأفريقيا ومصر، كما أن الكروم العظيمة أخذت تفقد أسواقها التي استولت عليها كروم الأقاليم.
وشرع الفلاحون يشكون من أن الضرائب الفادحة تستنفد مكاسبهم المزعزعة ولا تترك لهم من المال ما يحفظون به قنوات الري والصرف صالحة فإنطمرت القنوات، وانتشرت المستنقعات، وأنهكت الملاريا سكان كمبانيا وروما، ويضاف إلى هذا ان مساحات واسعة من الأرض الخصبة قد حولت من الزراعة إلى مساكن للأثرياء أصحاب الضياع الواسعة، وكان أصحاب هذه الضياع البعيدون عنها يستغلون العمال والأرض إلى أقصى حدود الاستغلال ويبررون عملهم هذا بمشروعاتهم الإنسانية في المدن.
وازدهرت العمائر الفخمة والألعاب الرياضية في المدائن في الوقت الذي اقفر فيه الريف ومن أجل ذلك هجر كثيرون من ملاك الأراضي وعمال الريف الأحرار المزارع إلى المدن، وتركوا الجزء الأكبر من الأراضي الزراعية الإيطالية ضياعا واسعة يقوم بالعمل فيها أرقاء كسالى مهملون؛ ولكن حتى هذه الضياع قضى عليها السلم الروماني، ونقص عدد حروب الفتح في القرنيين الأول والثاني وما نشأ عن ذلك من قلة الإنتاج وارتفاع النفقات وكثرة الارقاء.
وأراد كبار الملاك أن يغروا العمال الأحرار بالعودة إلى الأعمال الزراعية فقسموا أملاكهم وحدات أجروها إلى الزراع (باللاتينية: coloni) يتقاضون منهم أجوراً نقدية منخفضة أو عشر المحصول أو جزءاً من الوقت يقضونه في العمل من غير أجر في بيت المالك الريفي أو أرضه الخاصة، وقد وجد الملاك في كثير من الأحيان أن من مصلحتهم أن يعتقوا العبيد ويجعلونهم زراع من هذا النوع وأخذ الملاك في القرن الثالث يزدادون رغبة في سكنى بيوتهم الريفية.